# Panei
Panei (o Panai) fou un estat de les Índies Orientals Holandeses a la regència de Labohan Batoe, residència de la Costa Oriental, a l'illa de Sumatra.
Segons la tradició un tal Batara-si-Nomba fou expulsat de Mandheling vers la meitat del segle xvi i es va retirar cap al nord on va esdevenir cap de les tribus tombok i asopong, com a príncep de Pinangawan. Va morir vers 1610 i després de la seva mort va rebre el nom pòstum de Marhum Magbkat di Pinangawan o Marhum Magbkat di Hutang Mumu. Va tenir per successor al seu fill Raja Halib (Marhum Magbkat di Jambu), que va morir vers 1630; els seus tres fills, Kaïn, Suman i Awan es van repartir els dominis i van fundar els estats de Bila o Bilah, de Sungei Taras (més tard Kampong Raja) i de Tasik (més tard Kota Pinang). El segon príncep Marhum Magbkat di Sungai Taras fou expulsat per Bila del seu estat vers el 1700 i va esdevenir el fundador d'un 
nou petit estat anomenat Panai o Panei on va regnar amb el nom de Marhum Magbkat di Si Pégé. Els sobirans, rages fins a la meitat del segle xix, van portar després el títol de sutan (sultà). Al darrer quart del segle xviii regnava Raja Marhum Mangkat Salih fins vers el 1790. La nissaga va existir fins al 1946 quan l'estat fou destruït per la "revolució social" i ja no fou restaurat al restabliment de la pau.

## Llista de rages i sultans
- Raja Marhum Mangkat Salih vers 1775-1790
- Raja Mahmud Sati vers 1790 - 1813
- Raja Badiri Sutan Mengedar Alam 1813 - 1856
- Sutan Gagar Alam I 1856 - 1880
- Sutan Mengedar Alam Syah 1880 - 1905
- Tengku Sulung Syahmara 1905 - 1907
- Sutan Gagar Alam II Rahmatullah 1907 - 1938
- Sutan Mahmud Aman 1938 - 1946

## Banderes
La bandera reial era groga llisa i la de l'estat grisa llisa.
La bandera del Uwan Bungau era grisa amb un marc o vore pels quatre costats, de color porpra a tots menys a la part del pal on la vora també era grisa. La bandera del cap religiós (Tuan Iman) era blanca amb un marc o vora blau per tres costats (pal, damunt i sota) formant una C. Hi havia quatre banderes de la noblesa: la primera era grisa amb una vora ampla de color blanc per tres costats (sense vora al vol); la segona era idèntica però amb la vora verda (menys ample que en el model anterior); la tercera era de la mateixa forma amb centre de color porpra i vores de color blau fosc; i la quarta estava dividida verticalment en dues parts (dos terços al pal i un terç al vol) amb els colors blau fosc i porpra.